# Stazione di Gozzano (1864)
La stazione di Gozzano fu la prima stazione ferroviaria dell'omonimo comune piemontese in provincia di Novara.
Attivata nel 1864, venne dismessa nel 2011 a seguito della realizzazione di una variante di tracciato della relativa ferrovia Domodossola-Novara.
Fra il 1886 e il 1924 l'impianto funse altresì da interscambio con la ferrovia Gozzano-Alzo, di cui costituì il capolinea meridionale.

## Storia

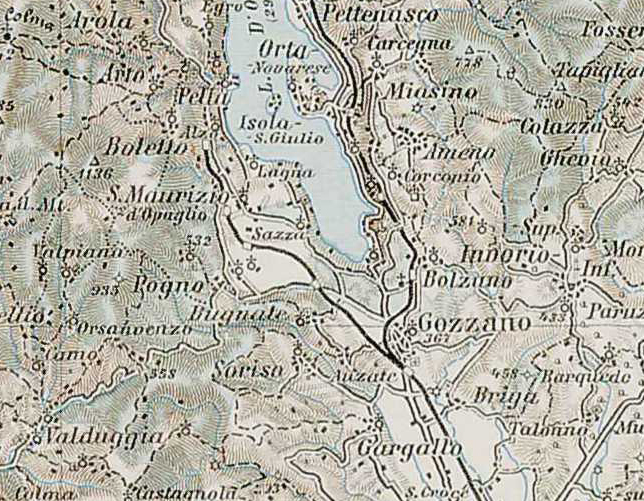
Mappa del tracciato ferroviario presso Gozzano risalente al 1915. Sono ben visibili i tracciati (in nero sulla mappa) delle due linee ferroviarie che si dividono presso la stazione. A ovest la ferrovia per Alzo mentre ad est quella per Domodossola

Mappa del nodo ferroviario di Gozzano

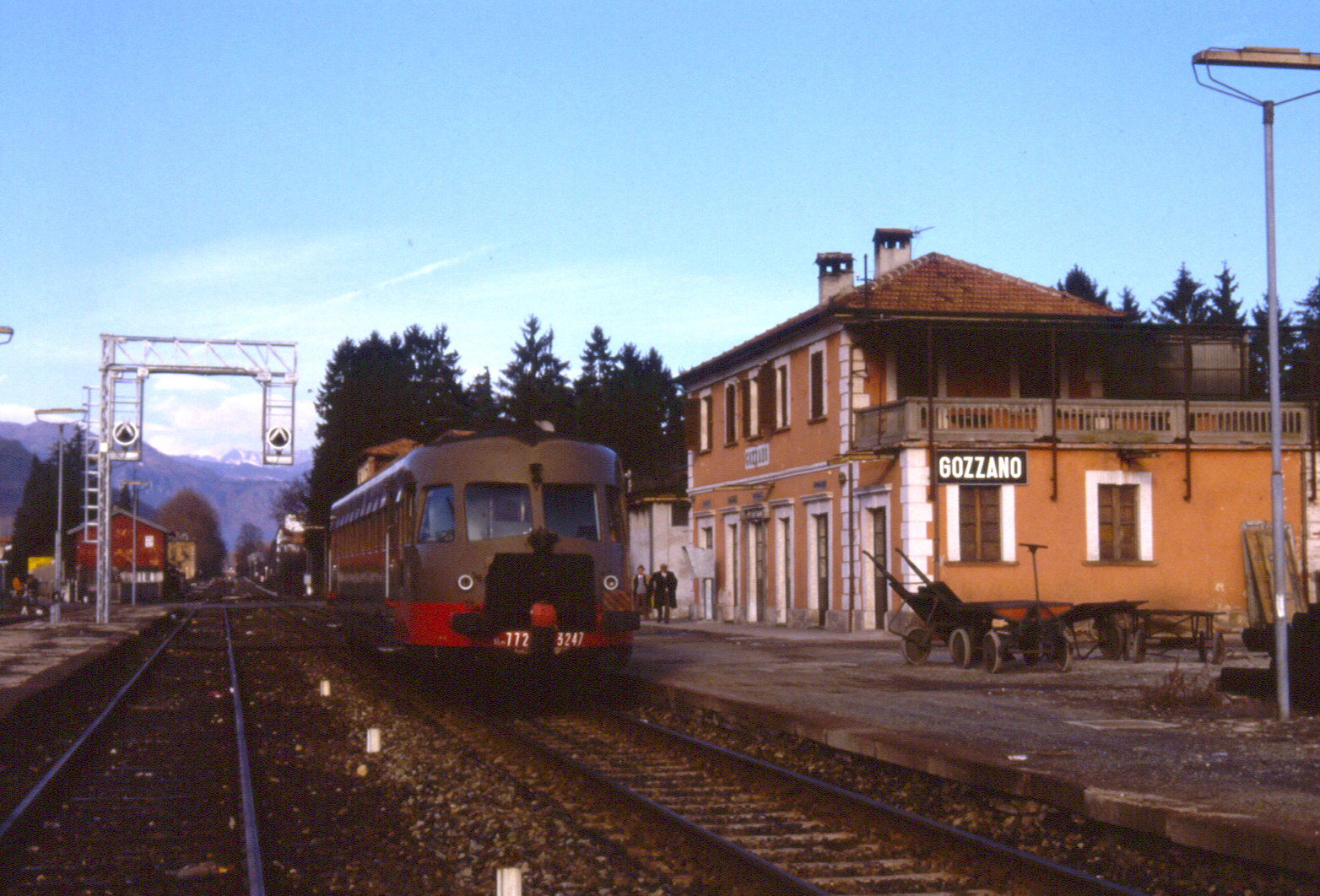
ALn 772 in sosta sul primo binario

La stazione, ubicata in piazza Marconi (a sud del centro storico gozzanese), fu inaugurata il 10 marzo 1864 come stazione di testa della ferrovia Gozzano-Novara, data in concessione alla "Società della Strada Ferrata da Novara al lago", costituita a Londra nel gennaio 1861.
In seguito a difficoltà finanziarie che portarono fra l'altro al fallimento della società concessionaria e un nuovo affidamento della gestione, il prolungamento della ferrovia fino a Orta fu inaugurato solo vent'anni dopo, il 18 agosto 1884. In quell'anno la stazione di Gozzano divenne quindi passante.
Fra il 1886 e il 1924 l'impianto rappresentò altresì la località di diramazione con la ferrovia Gozzano-Alzo, parzialmente rimasta in uso fino al 2008 come raccordo merci a servizio del locale stabilimento Bemberg.
Tra gli anni 1980 e 1990 la linea principale fu interessata da lavori di ammodernamento tecnologico: il fascio binari fu interessato da un riordino generale, con l'introduzione dell'apparato ACEI (che sostituì l'azionamento manuale per la manovra del passaggio a livello), di un nuovo segnalamento e di nuovi scambi. Nella stessa occasione vennero ricostruiti i marciapiedi delle banchine (rialzati al fine di agevolare la salita e la discesa dei passeggeri) e venne implementato un moderno sistema di informazione elettronica (tabelloni e annunci sonori) a beneficio dei viaggiatori. Contestualmente venne abolita la figura del Dirigente Unico e il controllo manuale degli apparati: gli subentrò infatti il Dirigente Centrale Operativo, con sede a Borgomanero; nonostante ciò fino alla fine degli anni 1990 la stazione di Gozzano mantenne un proprio banco ACE per la manovra dei segnali di partenza, degli scambi d'uscita e dei vicini passaggi a livello.
Col passare del tempo la stazione perse la propria importanza e venne lasciata impresenziata.
Nel 1998 il sedime fu attrezzato con gli impianti per la trazione elettrica, che contestualmente veniva attivata sull'intera linea di competenza. Ciò però accelerò l'obsolescenza della tratta, che al sorgere del terzo millennio era ormai al limite della propria capienza. In virtù di ciò RFI decise di sopprimere l'ampia curva (localmente soprannominata "gobba di Gozzano") che il sedime descriveva a ovest dell'abitato, sostituendola con un nuovo tratto rettilineo: ciò consentì altresì di eliminare i relativi sette passaggi a livello stradali.
Completati i lavori, il 3 dicembre 2011 la vecchia stazione di Gozzano formalmente soppressa: indi fino alla notte del 5 dicembre vennero messi in atto i lavori di deviazione della linea e raccordo con il nuovo tracciato, terminati i quali venne inaugurata in località Madonna del Boggio la nuova stazione di Gozzano. Nel 2012 il sedime dismesso venne disarmato e privato degli impianti.
Successivamente la stazione unitamente al tratto di linea dismesso - un'estensione complessiva di 50 000 m² - è stata acquistata dal comune di Gozzano nel 2017 per 180.000 euro.

## Strutture e impianti

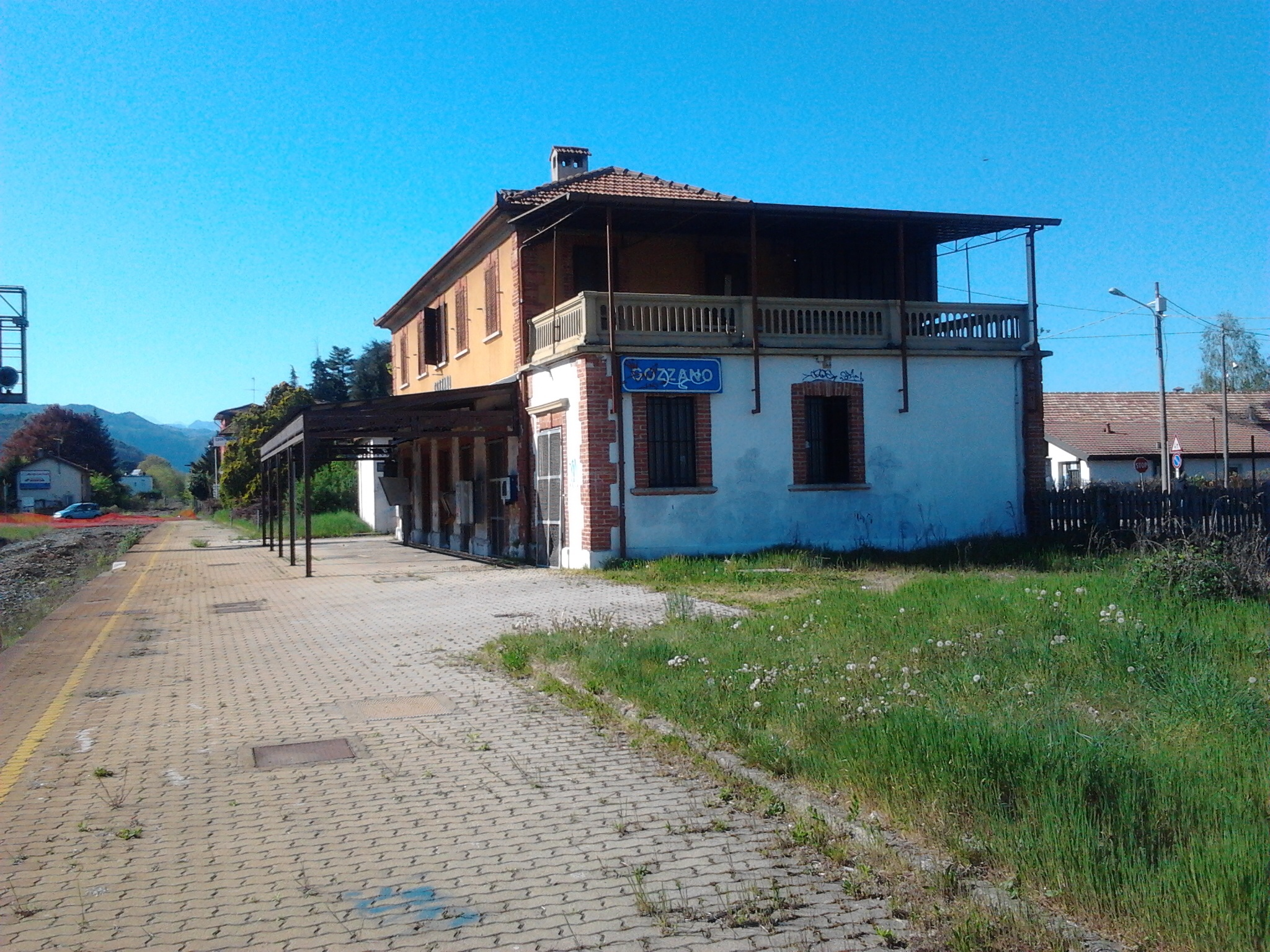
Il fabbricato viaggiatori in stato di abbandono nel 2014

La stazione disponeva di un fabbricato viaggiatori di medie dimensioni, al quale era affiancato un edificio più piccolo che ospitava i servizi igienici. Nelle vicinanze era ubicato lo scalo merci, che disponeva di un apposito fabbricato dotato di banchina alta per il carico/scarico con relativo binario tronco.
La pianta del fabbricato viaggiatori è rettangolare e si sviluppa su due piani. Ospitava al piano terra la sala d'aspetto, la biglietteria e la ufficio movimento, collegati da sei porte direttamente alla banchina del binario 1. Il primo piano, inaccessibile all'utenza, ospitava un appartamento indipendente per il capostazione e il personale viaggiante.
Con la progressiva perdita di importanza della stazione e il progresso dell'automazione della linea, il patrimonio edilizio rimase disabitato e venne chiuso al pubblico. L'unica modifica in seguito apportata fu l'aggiunta di una tettoia in ghisa per riparare la banchina del binario 1, al di sotto della quale furono inseriti una biglietteria automatica e un monitor per gli orari dei treni in partenza.
Il sedime era composto da quattro binari, di cui solo il primo, il secondo e il terzo vennero elettrificati nel 1998:
- Primo binario: era il binario di corretto tracciato utilizzato sovente per il trasporto passeggeri.
- Secondo binario: era un binario di servizio utilizzato solamente in caso di incroci per il passaggio di treni merci.
- Terzo binario: era un binario di tracciato deviato utilizzato in caso di incrocio per il traffico passeggeri.
- Quarto binario: era un binario di servizio, raramente utilizzato e percorso prevalentemente da mezzi di manutenzione che ivi sostavano.
- Al precedente elenco si aggiunge anche un fascio binari tronco utilizzato in precedenza come ricovero dei mezzi di manutenzione di RFI e un'ulteriore binario tronco a servizio dello scalo merci.

Il terzo e il quarto binario, fino al 1924, appartenevano alla linea Gozzano-Alzo e terminavano in una rimessa locomotive. A seguito della soppressione di questa linea la rimessa fu abbattuta e questi due binari ricongiunti con la linea Novara-Domodossola.
Oltre alla banchina del binario 1, posta dinnanzi al fabbricato viaggiatori, era presente un'ulteriore banchina tra i binari 2 e 3. Tali banchine erano collegate a raso mediante una passerella in asfalto.

## Servizi
La stazione, che era classificata nella categoria bronze, disponeva di:
- Biglietteria automatica
- Biglietteria a sportello (chiusa negli anni novanta)
- Sala d'attesa (chiusa negli anni novanta)
- Servizi igienici